# Maksim Grigor'ev (cestista)
Maksim Sergeevič Grigor'ev (in russo Максим Сергеевич Григорьев?; Leningrado, 25 aprile 1990) è un ex cestista e allenatore di pallacanestro russo.

## Carriera
Con la Russia universitaria ha disputato le Universiadi di Kazan' 2013.

## Palmarès

### Giocatore
- Eurocup: 1

Lokomotiv Kuban: 2012-13